# Wahlen in der Demokratischen Republik Kongo 2006

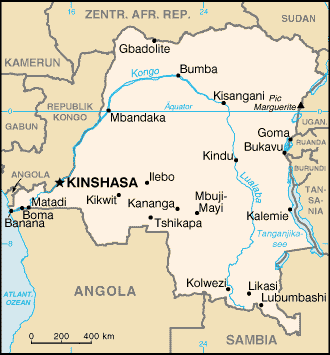
Karte der Demokratischen Republik Kongo

Die Wahl in der Demokratischen Republik Kongo am 30. Juli 2006 war die erste freie Wahl im Kongo seit 1965. Gewählt wurden ein neuer Staatspräsident und die neue Nationalversammlung der Demokratischen Republik Kongo.
Zwischen 6 Uhr und 17 Uhr Ortszeit war es den 25 Millionen Wahlberechtigten möglich, ihre Stimme abzugeben. Die Wahlkommission wollte das offizielle Ergebnis frühestens drei Wochen nach der Wahl bekanntgeben. Es existierten 50.000 Wahlbüros. Die Kosten der Wahl von etwa 470 Millionen US-Dollar wurden zu 80 % von der EU bezahlt.
Für das Amt des Präsidenten gab es je nach Quelle 32 oder 33 Kandidaten. Für die 500 Parlamentsplätze gab es 9.707 Kandidaten. Für eine direkte Wahl benötigte ein Kandidat mindestens 50 % der Stimmen, ansonsten war der Gang in die Stichwahl am 29. Oktober erforderlich.
Die Wahl fand unter reger Beteiligung statt, so hatten viele Wähler längere Strecken zu den Wahlbüros zurückgelegt und teilweise vor den Wahlbüros übernachtet. Die Wahlbeteiligung lag in den Städten zwischen 60 % und 80 %.
Die Wahl wurde von 17.600 UNO-Soldaten der MONUC-Mission, 2.000 Soldaten der EUFOR RD Congo, darunter auch 780 deutsche Bundeswehr-Soldaten und drei österreichische Offiziere, sowie 80.000 kongolesischen Sicherheitstruppen überwacht. In den Wochen vor der Wahl war es wiederholt zu Ausschreitungen gekommen. Die Wahl wurde von rund 1.200 Wahlbeobachtern kontrolliert, unter ihnen auch der ehemalige kanadische Ministerpräsident Joe Clark.
Im Anschluss an die Präsidentschaftswahlen waren für die 24 neuen Provinzen Exekutivwahlen vorgesehen.

## Vorbereitungen vor der Wahl
Die ursprünglich für das Jahr 2005 geplanten Wahlen galten als das zentrale Ereignis der Konsolidierung des Landes nach dem Zweiten Kongokrieg, Mitte Juni sollte mit der Registrierung der Wähler begonnen und im Laufe des Jahres die Wahl durchgeführt werden. Am 17. Mai 2005 wurde die dafür erforderliche neue Verfassung vom Parlament verabschiedet, die die zwei Jahre alte Übergangsverfassung ablösen und die Grundlage für Wahlen bilden sollte. Zum Inkrafttreten musste diese allerdings noch in einer Volksabstimmung bestätigt werden, wodurch sich die Wahlen bis ins Jahr 2006 verschoben. Geplant waren nun zwei Wahlgänge für Parlaments- und Präsidentschaftswahlen am 29. April und am 2. Juni 2006. Die neue Verfassung wurde zwar kritisiert, galt aber als funktionell und solide genug, um als Grundlage für einen neuen Staat zu dienen. Die wichtigste Veränderung war dabei eine verstärkte Dezentralisierung des Staates (wenn auch kein echter Föderalstaat zustande kam) und eine Verringerung der Macht des Staatsoberhauptes.
Zugleich stand aber zu befürchten, dass die Wahlen den Keim für neue militärische Konflikte legen und den Krieg erneut befeuern könnten. Drei Kandidaten galten als aussichtsreiche Rivalen um das Amt des Staatspräsidenten: neben Kabila der ehemalige Chef der Zentralbank Pierre Pay-Pay sowie der Oppositionsführer und ehemalige Premierminister Etienne Tshisekedi (dessen Kandidatur allerdings formal wegen eines ursprünglichen Wahlboykotts seiner Anhänger nicht zulässig war, was weiteren Konfliktstoff in sich barg). Alle Kandidaten hatten eine starke militärische Basis, so kontrollierte Kabila die Provinz Katanga, Tshisekedi die Provinz Kasai und Pay-Pay ein Bündnis aus Politikern in Kinshasa und einigen Milizenführern. Auch hatten die meisten Warlords sich nicht an die Übereinkunft mit der Regierung gehalten, ihre Truppen entweder zu demobilisieren oder einer neuen, integrierten Armee zu überstellen, rund 300.000 nichtstaatliche Kämpfer standen Anfang 2006 noch unter Waffen.
Anfang 2006 waren etwa 17.000 Militärbeobachter und Soldaten an der „Mission de l’Organisation des Nations Unies en République Démocratique du Congo“ (MONUC) beteiligt. Eine Ausweitung dieser Mission und Entsendung weiterer Blauhelm-Soldaten hatte der UN-Sicherheitsrat abgelehnt. Daraufhin prüften die EU und Deutschland nach einer Anfrage der UN, wie und mit welchen Mitteln sie im Rahmen einer weiteren Mission die Wahl auch militärisch sichern und die aktuelle UN-Mission unterstützen können.

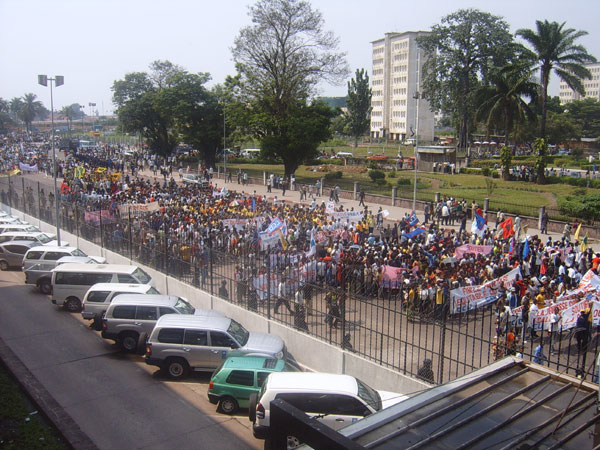
Einwohner in Kinshasa demonstrieren für die Wahlen und gegen jede Verzögerung, Mai 2006

Die Monuc-Truppen sollen in den Monaten vor der Wahl die kongolesische Armee bei der Bekämpfung von Milizen im Osten des Kongos unterstützt haben. Dabei soll es am 21. April im Dorf Kazana zu 25 bis 34 Toten Zivilisten größtenteils durch Mörser-Feuer von UN-Truppen gekommen sein. Außerdem hätten die UN-Truppen dabei zugesehen, wie die kongolesische Armee danach das Dorf niederbrannte.
Drei Tage vor der Wahl, am 27. Juli, wurde ein Friedensvertrag in der Provinz Ituri geschlossen. Dabei sollte die Rebellenorganisation MRC entwaffnet werden. Für die Kämpfer wurde eine Generalamnestie erlassen und die Offiziere in die kongolesische Armee übernommen. Der Konflikt in Ituri hatte um die 60.000 Menschenleben gefordert, rund 200.000 Menschen waren vertrieben worden.
Am 29. Juli soll eine große Ladung von T-72-Panzern in der Hafenstadt Matadi angekommen und in der Nacht nach Kinshasa transportiert worden sein. Die Panzer waren eine Bestellung der kongolesischen Armee.

## Kandidaten

### Joseph Kabila

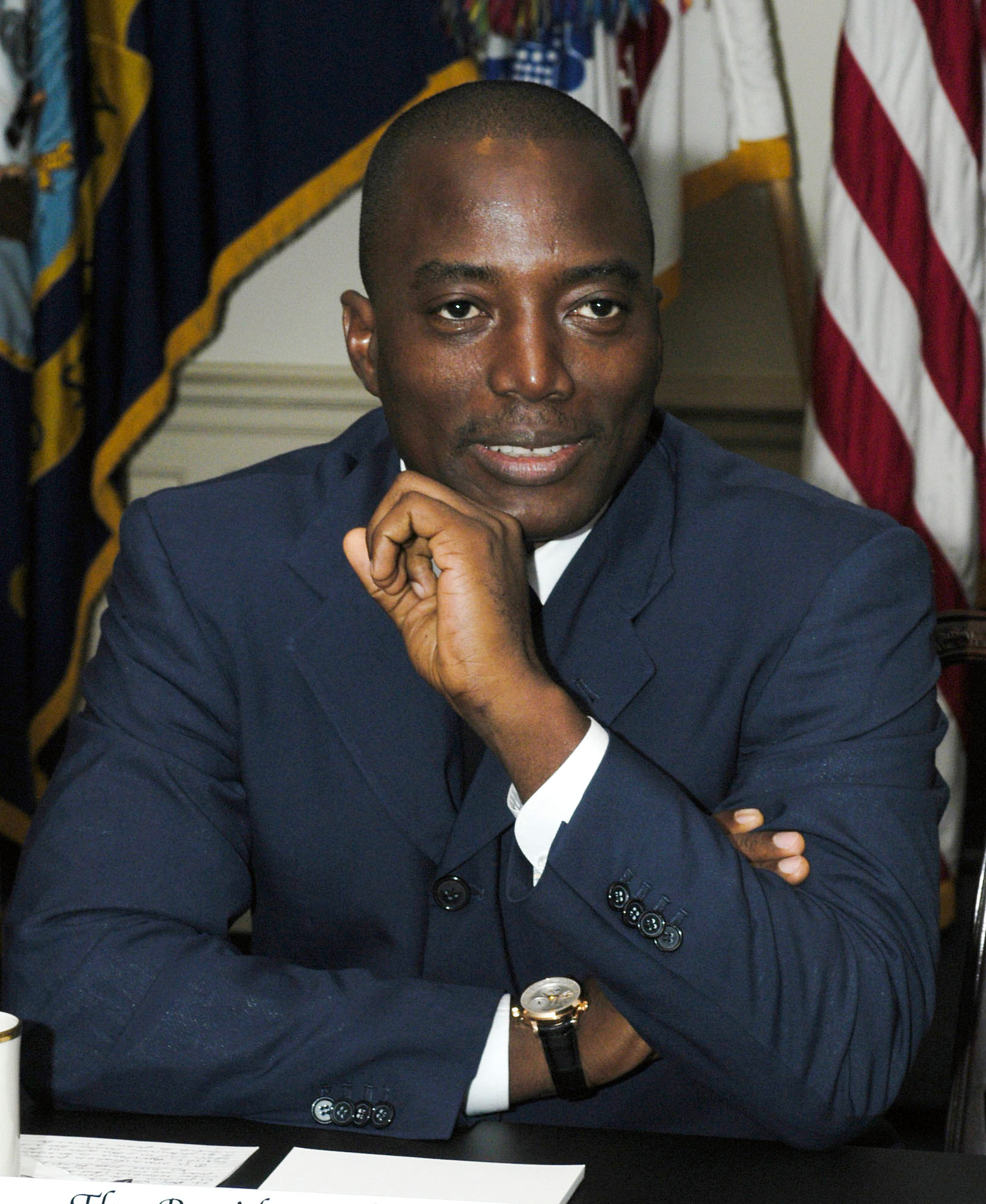
Joseph Kabila im Jahr 2003 bei einem Besuch im Pentagon

Der (nach Aussagen vieler kongolesischer Flüchtlinge in Deutschland ethnisch aus Ruanda stammende) Joseph Kabila galt als Favorit der Wahl. Er war der amtierende Präsident des Kongos und kam an die Macht, nachdem der damalige Präsident Laurent-Désiré Kabila am 16. Januar 2001 von einem seiner Leibwächter erschossen worden war.
Kabila hatte den zweiten Kongokrieg 2002 durch Friedensverträge mit Ruanda und Uganda beendet und wurde daher von den USA und der EU favorisiert. Seine politische Basis hatte er vor allem im Osten des Landes.
Joseph Kabila ist im Exil in Tansania aufgewachsen und spricht nicht die Landessprache Lingala.
Kritiker warfen ihm den Ausverkauf der Rohstoffe Kongos vor, an dem seine Familie verdiene. Die Oppositionspartei Union pour la Démocratie et le Progrès Social (kurz UDPS) warf ihm zudem vor, eigene Parteien unter dem Namen der UDPS bei der Wahl angemeldet zu haben, um die Teilnahme der UDPS an der Wahl zu verhindern. Die UDPS boykottierte daraufhin die Wahl.

### Jean-Pierre Bemba Gombo
Jean-Pierre Bemba Gombo, auch einfach als Chairman bezeichnet, war zum Zeitpunkt der Wahlen einer von vier Vizepräsidenten des Kongos und Anführer der von Uganda unterstützten Mouvement de Libération du Congo (kurz MLC). Seine Partei beruft sich auf den 1997 gestürzten Diktators Mobutu Sese Seko. Bemba ist mit einer Schwester von Mobutu verheiratet. Menschenrechtsaktivisten warfen seinen Truppen schwere Vergehen gegen die Menschlichkeit vor.
Im Wahlkampf betonte er besonders, dass Kabila im Exil aufgewachsen und daher kein wirklicher Kongolese sei. Daher wird er von seinen Anhängern auch „Sohn unseres Volkes“ gerufen.

### Azarias Ruberwa
Azarias Ruberwa war zum Zeitpunkt der Wahl ebenfalls Vizepräsident des Kongos und im Kongokrieg Anführer der von Ruanda unterstützten Rassemblement congolais pour la démocratie (kurz RCD). Kritiker werfen ihm vor, eine Marionette Ruandas zu sein. Er bezeichnete seine Partei als sozialdemokratisch, ließ aber ebenfalls seine politischen Ziele im Dunklen.

### Weitere Kandidaten
| - Banyingela Kasonga (APE) - Alou Bonioma Kalokola - Eugène Diomi Ndongala (DC) - Antoine Gizenga (PALU) – ehemaliger Minister unter Patrice Lumumba - Bernard Emmanuel Kabatu Suila (USL) - Gérard Kamanda wa Kamanda (FCN) - Oscar Kashala Lukumuenda (U.A) - Norbert Likulia Bolongo - Roger Lumbala (RCDN) - Guy-Patrice Lumumba – Sohn des ehemaligen Premierminister Patrice Lumumba - Vincent de Paul Lunda-Bululu (RSF) - Pierre Anatole Matusila Malungeni Ne Kongo - Christophe Mboso N'Kodia Pwanga (CRD) - Antipas Mbusa Nyamuisi (Forces du Renouveau) - Alafuele Mbuyi Kalala (RNS) | - Nzanga Mobutu (UDEMO) – Sohn des ehemaligen Diktators Mobutu Sese Seko - Florentin Mokonda Bonza (CDC) - Timothée Moleka Nzulama (UPPA) - Justine Mpoyo Kasa-Vubu (MD) - Jonas Mukamba Kadiata Nzemba (ADECO) - Paul Joseph Mukungubila Mutombo - Osée Muyima Ndjoko (R2D) - Arthur Z'ahidi Ngoma (Camp de la Patrie) - Jacob Niemba Souga (CPC) - Marie-Thérèse Nlandu Mpolo Nene (CONGO-PAX) - Wivine N'Landu Kavidi (UDR) - Cathérine Marthe Nzuzi wa Mbombo (MPR/Fait privé) - Joseph Olengankoy Mukundji (FONUS) - Pierre Pay-Pay wa Syakasighe (DCF-COFEDEC) - Hassan Thassinda Uba Thassinda (CAD) |

Quelle:

## Wahlboykott
Die UDPS rief zum Boykott der Wahl auf. Die UDPS war 2006 die einzige Partei im Kongo mit einem politischen Programm und dem Ziel, einen Rechtsstaat im Kongo einzuführen. Die UDPS erhob Vorwürfe, dass die Wahl manipuliert werde und Kabila schon als Sieger feststehe, da dieser vom Ausland, unter anderem den USA und der EU, unterstützt wird. Außerdem kritisiert die UDPS, dass es keine Volkszählung gegeben habe, die nach dem Kongokrieg mit über vier Millionen Toten aber nötig gewesen wäre.
Die katholische Kirche hatte zunächst ebenfalls mit einem Aufruf zum Boykott der Wahl gedroht, da sie ebenfalls Unregelmäßigkeiten befürchtete. Dennoch rief sie ihre Anhänger zur Wahl auf. Entscheidend war dabei die Haltung Roms: Der Papst Benedikt XVI. segnete die Wahlen. Die katholische Kirche in der DR Kongo startete 2005 in ihren Medien sogar eine Aufklärungskampagne über die Wahlen. Der katholische Militärbischof Walter Mixa kritisierte mehrmals den Kongo-Einsatz der Bundeswehr, „da der politische Sinn und das spezifische Interesse des Einsatzes nicht offensichtlich seien“. Die deutsche Fraktion des Internationalen Katholische Missionswerk Missio unterstützte und segnete den Bundeswehreinsatz. Gleichzeitig macht es auf den Zusammenhang zwischen deutschen Kleinwaffenexporten und deren Bedeutung für Kindersoldaten aufmerksam. Weil Handfeuerwaffen leicht zu bedienen sind, ermöglichen sie den Einsatz von Kindern für das Militär.

## Zwischenfälle

### Vor der Wahl
Nach dem Einzug Bembas am 27. Juli in Kinshasa kam es in einem seiner Lager und in dem Haus seines Leibwächters zu Bränden. Bei den anschließenden Ausschreitungen von Bemba-Anhängern wurde ein kongolesischer Soldat bei lebendigem Leib verbrannt, der angeblich ein Kabila-T-Shirt trug. Eine Freikirche wurde von Bemba-Anhängern niedergebrannt, weil der Priester als Kabila-Anhänger galt.
Als sich am 28. Juli die Wagenkolonnen von Kabila und dem Gegenkandidaten Azarias Ruberwa trafen, eröffneten die Leibwächter von Kabila das Feuer und töteten einen Leibwächter Ruberwas. Das Feuer wurde eröffnet, weil der Wagen Ruberwas einfach durch die Kolonne Kabilas fuhr, obwohl dieser zum Anhalten aufgefordert wurde. Aus Angst vor einem Attentat wurde das Fahrzeug dann beschossen. Ruberwa selber befand sich nicht in diesem Fahrzeug.
Am 28. Juli stürzte eine Drohne der EUFOR über Kinshasa ab und verletzte nach Angaben der Militärs fünf Bewohner. Am 29. Juli wurde bekannt, dass es sich bei dem Absturz über dem Armenviertel Kingabwa in der Hauptstadt Kinshasa um eine der zwei belgischen Drohnen handelte und diese sich im Probeflug befand. Laut einem taz-Bericht wurden acht Menschen verletzt. Die EUFOR stellte vorläufig ihre unbemannte Wahlbeobachtung ein. 16 Bewohner, die zumeist während des Absturzes auf dem Kongo fischten, wurden durch den Flugzeugabsturz obdachlos.
In der Stadt Mbuji-Mayi zündeten Wahlgegner am 28. Juli einen Lastwagen mit Wahlunterlagen an. In den 67 Wahlbüros, für die der Lastwagen die Unterlagen transportierte, könne am Sonntag nicht gewählt werden, sagte der Wahlkoordinator der Region Hubert Tissuaka, da es nicht möglich sei, das Material in so kurzer Zeit zu ersetzen. In der Region Kasai sollen sieben Wahlbüros niedergebrannt worden sein. Die Monuc flog daraufhin neue Wahlzettel nach Mbuji-Mayi und etwa 200 Wahlbüros wurden am 31. Juli wieder geöffnet.
Fahrzeuge der EUFOR wurden von Demonstranten angegriffen und nach EUFOR-Angaben zum Teil schwer beschädigt. Nach UN-Angaben ergaben sich während der Wahl nur kleinere Problemen, so seien zum Beispiel einige Wählerlisten falsch gewesen.

### Zwischen Wahl und Bekanntgabe des Wahlergebnisses
Ein Sprecher von Ruberwas RCD-Partei sprach von Wahlbetrug und RCD-Sekretär General Kabasu Babu Katulondi sagte der BBC, RCD-Repräsentanten seien aus Wahlbüros gejagt worden, als sie die Auszählungen überwachen wollten.
Nach der Wahl protestierten einige Wahlhelfer, denen das versprochene Gehalt nicht ausgezahlt wurde, oder beschwerten sich über die Bedingungen in den Wahlbüros. So hätten sie tagelang ohne irgendeine Versorgung durch die Wahlkommission gearbeitet.
Drei Fernsehsendern wurde die Sendelizenz entzogen, nach dem sie Bilder ausstrahlten, die zur Gewalt provozieren könnten. Dabei ging es besonders um Aufrufe zur Gewalt gegen Weiße und Ausländer. Ein Aufruf war, dass, falls Kabila gewinnen würde, alle Weißen in Kinshasa „angezündet“ werden sollten. Solche Aufrufe wurden auch von einem staatlichen Fernsehsender und einem Sender Bembas verbreitet.
Am 20. August kam es kurz vor der Bekanntgabe der vorläufigen amtlichen Wahlergebnisse zu einem Schusswechsel zwischen der Polizei und Sicherheitsleuten Bembas. Die Polizei galt im Kongo als Privatarmee des Amtsinhabers Kabila. Die Bekanntgabe wurde daraufhin verzögert.

### Nach der Bekanntgabe des vorläufigen amtlichen Wahlergebnis
Stunden nach der Bekanntgabe des vorläufigen amtlichen Wahlergebnis am 21. August bekämpften sich die Truppen Kabilas und Bembas. Dabei wurden auch schwere Waffen, wie Panzer, Flak und Granatwerfer, eingesetzt und auch die Residenz von Bemba unter Beschuss genommen, in der sich 14 Diplomaten, darunter auch der UN-Botschafter William Swing und der deutsche Botschafter Reinhard Buchholz, gerade mit Bemba trafen. Der Privat-Hubschrauber Bembas wurde dabei zerstört. Die EUFOR-Truppe wurde eingesetzt, um die Diplomaten nach einer extra für diese Aktion ausgehandelten Waffenruhe, aus dem Gebäude zu begleiten. 150 spanische Fallschirmjäger begleiteten die Diplomaten mit gepanzerten Fahrzeugen aus der Residenz Bembas. In der Nacht beruhigte sich die Lage wieder. Am Morgen des 22. August flammten die Kämpfe wieder auf, so dass die EUFOR 131 weitere Truppen aus Libreville, Gabun nach Kinshasa verlegte. Den Kämpfen war wohl ein Versuch von Kabilas Truppen vorausgegangen, die Soldaten Bembas zu entwaffnen. Die Präsidentengarde Kabilas warf dagegen den Einheiten Bembas vor, zwei Soldaten entführt zu haben. Regierungstruppen besetzten den Flughafen Kinshasas, der daraufhin geschlossen wurde. Am Abend wurde nach Vermittlung durch die EU und UNO eine Waffenruhe vereinbart. Bei der Schießerei starben mindestens fünf Menschen, darunter ein Japaner, der die Schießereien von seinem Balkon aus fotografieren wollte.
Auf dem Weg zu einem Fernsehauftritt zur Wahl in London wurden am 12. Oktober 2006 Kabilas Stabschef Leonard She Okitundu, der ehemalige Botschafter in Großbritannien Henri Nswana und der Vorsitzende von Kabilas Partei in Großbritannien Placide Mbatika von etwa 20 Leuten mit Baseballschlägern angegriffen und von den Tätern nackt zurückgelassen. Bilder der geraubten Kleidung und Gegenstände wurden von den Tätern im Internet veröffentlicht.

## Kommentare zur Wahl

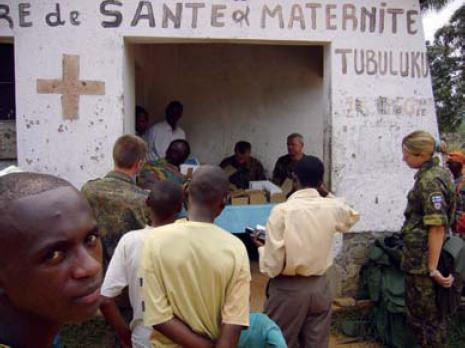
Finnische Soldaten bewachen ein Wahllokal

Die Monuc bezeichnete die Wahlen als großen Erfolg. Laut Carter Center, einem vom ehemaligen US-Präsidenten Jimmy Carter gegründeten Zentrum für Demokratie und Menschenrechte, ist die Wahl im Allgemeinen friedlich verlaufen, man könne aber die Auswirkungen von Änderungen in Wahlbüros und Wahllisten, die kurz vor der Wahl gemacht wurden, noch nicht richtig bemessen.
Die Organisation Human Rights Watch sprach jedoch von Problemen bei den Auszählungen. So wurde beobachtet, wie Wahlzettel weggeworfen und sogar verbrannt wurden; die Zahlen in einigen Auszählungen würden nicht passen und die Zahl der angeblich ungültigen Stimmen würde sich ständig erhöhen. In der Region Ituri, in der noch drei Tage vor der Wahl ein Friedensvertrag geschlossen wurde, seien die Beobachter in ihrer Arbeit stark behindert worden.
Wahlurnen wurden zum Teil mit privaten PKWs oder gar Mofas zu den Sammelstellen gefahren, die teilweise unter freiem Himmel lagen.

## Ergebnis

### Erste Auszählungen und Meinungsmache der Kandidaten
Erste Auszählungen am 31. Juli zeigten, dass Bemba die meisten Stimmen in Kinshasa für sich behaupten konnte. Nach Angaben von Bemba habe er in sechs der elf Provinzen die Wahl gewonnen und würde 40 % bis 45 % der Stimmen erhalten. Pro-Regierungs-Zeitungen warfen dagegen Bemba vor, falsche Ergebnisse zu veröffentlichen.
Ruberwa gab dagegen bekannt, dass er das Wahlergebnis nicht anerkennen werde, da es zu Wahlbetrug gekommen sei. Er konnte aber bisher keine Beweise dafür vorlegen.
Kabila gab bekannt, dass er das Wahlergebnis akzeptieren werde, auch wenn die Wähler sich gegen ihn entschieden hätten.
Auszählungen am 9. August zeigten, dass Kabila im Osten des Landes eine Mehrheit (laut Spiegel: 46 %) erringen konnte. Nach ihm folge Bemba mit 24 %. Dabei seien aber bisher lediglich 1,6 Millionen Stimmen von 25 Millionen Wahlberechtigten ausgezählt worden und der Osten ist eine Hochburg Kabilas. Nach BBC-Angaben habe Kabila in den östlichen Provinzen Nord-Kivu, Katanga und Maniema rund 90 % der Stimmen für sich behaupten können. Im Westen des Landes, wo auch die Hauptstadt Kinshasa liegt, habe dagegen Bemba etwa 40 % der Stimmen und Kabila nur 16 % der Stimmen gewinnen können.

### Vorläufiges amtliches Wahlergebnis

#### Präsidentschaftswahl

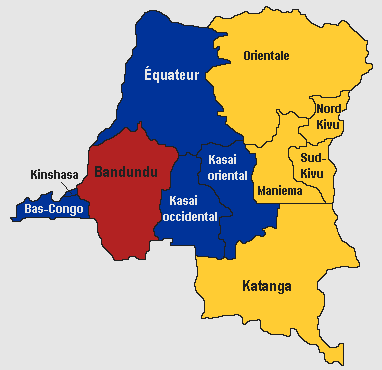
Wahlsieger des ersten Wahlgangs nach Region:
Joseph Kabila
Jean-Pierre Bemba
Antoine Gizenga

Das vorläufige amtliche Wahlergebnis wurde am 21. August 2006 veröffentlicht. Kabila erhielt die meisten Stimmen mit 44,81 %. Bemba wurde mit 20,03 % der Stimmen Zweiter. Die Wahlbeteiligung lag bei 70 %. Da keiner der Kandidaten eine absolute Mehrheit erreichte, gab es am 29. Oktober eine Stichwahl, die nach Monuc-Angaben weitgehend komplikationslos verlief. In dieser Stichwahl konnte sich Kabila mit rund 58 Prozent der Stimmen behaupten und Bemba auf den zweiten Platz verweisen, eine Klage wegen Wahlbetrugs wies das Oberste Gericht am 28. November zurück.
| Joseph Kabila Kabange                      | 44,81 % |
| Jean-Pierre Bemba Gombo                    | 20,03 % |
| Antoine Gizenga                            | 13,06 % |
| François Joseph Mobutu Nzanga Ngbangawe    | 4,77 %  |
| Oscar Kashala Lukumuenda                   | 3,46 %  |
| Azarias Ruberwa Manywa                     | 1,69 %  |
| Pierre Pay-Pay wa Syakasighe               | 1,58 %  |
| Vincent de Paul Lunda Bululu               | 1,40 %  |
| Joseph Olengankoy Mukundji                 | 0,60 %  |
| Pierre Anatole Matusila Malungeni ne Kongo | 0,59 %  |
| Antipas Mbusa Nyamwisi                     | 0,57 %  |
| Bernard Emmanuel Kabatu Suila              | 0,51 %  |
| Kasonga Banyingela                         | 0,48 %  |
| Christophe Mboso N'Kodia Pwanga            | 0,47 %  |
| Norbert Likulia Bolongo                    | 0,46 %  |
| Roger Lumbala                              | 0,45 %  |
| Justine Mpoyo Kasa-Vubu                    | 0,44 %  |
| Guy Patrice Lumumba                        | 0,42 %  |
| Catherine Marthe Nzuzi wa Mbombo           | 0,38 %  |
| Alou Bonioma Kalokola                      | 0,38 %  |
| Paul Joseph Mukungubila Mutombo            | 0,35 %  |
| Arthur Z'ahidi Ngoma                       | 0,34 %  |
| Wivine N'Landu Kavidi                      | 0,32 %  |
| Gérard Kamanda wa Kamanda                  | 0,31 %  |
| Florentin Mokonda Bonza                    | 0,29 %  |
| Alafuele Mbuyi Kalala                      | 0,26 %  |
| Jacob Niemba Souga                         | 0,24 %  |
| Marie-Thérèse Nlandu Mpolo Nene            | 0,21 %  |
| Osée Muyima Ndjoko                         | 0,15 %  |
| Hassan Thassinda Uba Thassinda             | 0,14 %  |
| Timothée Moleka Nzulama                    | 0,10 %  |

 Quelle:

#### Abgeordnetenwahl

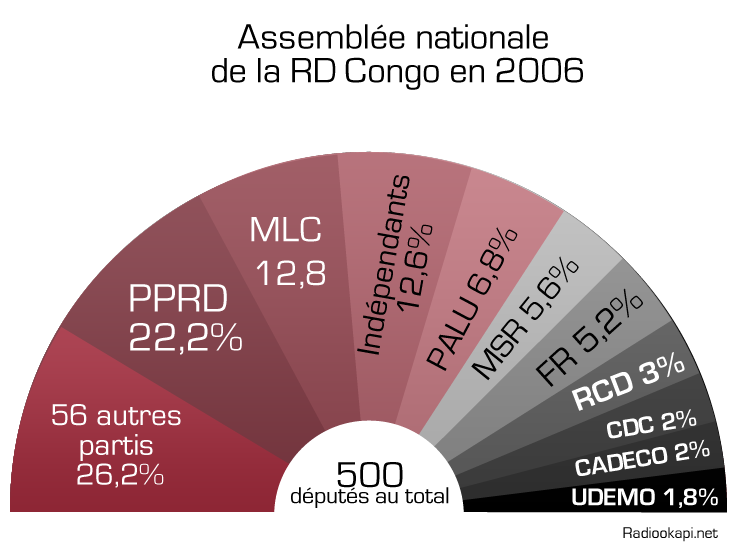

| Partei                                                                                         | Sitze | Prozent |
| ---------------------------------------------------------------------------------------------- | ----- | ------- |
| Parti du Peuple pour la Reconstruction et la Démocratie (PPRD)                                 | 111   | 22,2    |
| Mouvement de Libération du Congo (MLC)                                                         | 64    | 12,8    |
| Unabhängige Kandidaten                                                                         | 63    | 12,6    |
| Parti lumumbiste unifié (PALU)                                                                 | 34    | 6,8     |
| Mouvement Social pour le Renouveau (MSR)                                                       | 27    | 5,4     |
| Forces du renouveau                                                                            | 26    | 5,2     |
| Rassemblement Congolais pour la Démocratie (RCD)                                               | 15    | 3,0     |
| Coalition des Démocrates Congolais (CODECO)                                                    | 10    | 2,0     |
| Convention des Démocrates Chrétiens (CDC)                                                      | 10    | 2,0     |
| Union des démocrates mobutistes (UDEMO)                                                        | 9     | 1,8     |
| Camp de la Patrie                                                                              | 8     | 1,6     |
| Démocratie Chrétienne Fédéraliste-Convention des Fédéralistes pour la Démocratie (DCF-COFEDEC) | 8     | 1,6     |
| Parti Démocrate Chrétien (PDC)                                                                 | 8     | 1,6     |
| Union des Nationalistes Fédéralistes du Congo (UNAFEC)                                         | 7     | 1,4     |
| Alliance Congolaise des Démocrates Chrétiens (ACDC)                                            | 4     | 0,8     |
| Alliance des démocrates congolais (ADECO)                                                      | 4     | 0,8     |
| Convention des Congolais Unis (CCU)                                                            | 4     | 0,8     |
| Patriotes Résistants Maï-Maï (PRM)                                                             | 4     | 0,8     |
| Rassemblement des Congolais Démocrates et Nationalistes (RCDN)                                 | 4     | 0,8     |
| Union du Peuple pour la République et le Développement Intégral (UPRDI)                        | 4     | 0,8     |
| Parti de l'Alliance Nationale pour l'Unité (PANU)                                              | 4     | 0,8     |
| Alliance des Bâtisseurs du Kongo (ABAKO)                                                       | 3     | 0,6     |
| Convention pour la République et la Démocratie (CRD)                                           | 3     | 0,6     |
| Parti des Nationalistes pour le Développement Intégral (PANADI)                                | 3     | 0,6     |
| Union des Patriotes Congolais (UPC)                                                            | 3     | 0,6     |
| Union Nationale des Démocrates Fédéralistes (UNADEF)                                           | 3     | 0,6     |
| Alliance des Nationalistes Croyants Congolais (ANCC)                                           | 3     | 0,6     |
| Alliance pour le renouveau au Congo (ARC)+                                                     | 2     | 0,4     |
| Convention Démocrate pour le Développement (CDD)                                               | 2     | 0,4     |
| Forces Novatrices pour l'Union et la Solidarité (FONUS)                                        | 2     | 0,4     |
| Mouvement pour la Démocratie et le Développement (MDD)                                         | 2     | 0,4     |
| Parti Congolais pour la Bonne Gouvernance (PCBG)                                               | 2     | 0,4     |
| Parti de la Révolution du Peuple (PRP)                                                         | 2     | 0,4     |
| Parti Démocrate et Social Chrétien (PDSC)                                                      | 2     | 0,4     |
| Rassemblement des Forces Sociales et Fédéralistes (RSF)                                        | 2     | 0,4     |
| Renaissance Plate-forme électorale (RENAISSANCE-PE)                                            | 2     | 0,4     |
| Solidarité pour le Développement National (SODENA)                                             | 2     | 0,4     |
| Union pour la Majorité Républicaine (UMR)                                                      | 2     | 0,4     |
| Union Nationale des Démocrates Chrétiens (UNADEC)                                              | 2     | 0,4     |
| Action de Rassemblement pour la Reconstruction et l'Edification Nationales (ARREN)             | 1     | 0,2     |
| Alliance des Nationalistes Congolais/Plate Forme (ANC/PF)                                      | 1     | 0,2     |
| Conscience et Volonté du Peuple (CVP)                                                          | 1     | 0,2     |
| Convention Chrétienne pour la Démocratie (CCD)                                                 | 1     | 0,2     |
| Convention Nationale d'Action Politique (CNAP)                                                 | 1     | 0,2     |
| Convention Nationale pour la République et le Progrès (CNRP)                                   | 1     | 0,2     |
| Démocratie chrétienne (Congo-Kinshasa) (DC)                                                    | 1     | 0,2     |
| Front des Démocrates Congolais (FRODECO)                                                       | 1     | 0,2     |
| Front pour l'Intégration Sociale (FIS)                                                         | 1     | 0,2     |
| Front Social des Indépendants Républicains (FSIR)                                              | 1     | 0,2     |
| Front des Sociaux Démocrates pour le Développement (FSDD)                                      | 1     | 0,2     |
| Générations Républicaines (GR)                                                                 | 1     | 0,2     |
| Mouvement d'Action pour la Résurrection du Congo, Parti du Travail et de la (MARC-PTF)         | 1     | 0,2     |
| Mouvement d'Autodéfense pour l'Intégrité et le Maintien de l'Autorité Indép (MAI-MAI MOUVE)    | 1     | 0,2     |
| Mouvement du Peuple Congolais pour la République (MPCR)                                        | 1     | 0,2     |
| Mouvement Populaire de la Révolution (MPR)                                                     | 1     | 0,2     |
| Mouvement Solidarité pour la Démocratie et le Développement (MSDD)                             | 1     | 0,2     |
| Mouvement Maï-Maï (MMM)                                                                        | 1     | 0,2     |
| Organisation Politique des Kasavubistes et Alliés (OPEKA)                                      | 1     | 0,2     |
| Parti Congolais pour le Bien-être du Peuple (PCB)                                              | 1     | 0,2     |
| Parti de l'Unité Nationale (PUNA)                                                              | 1     | 0,2     |
| Parti National du Peuple (PANAP)                                                               | 1     | 0,2     |
| Rassemblement des Chrétiens pour le Congo (RCPC)                                               | 1     | 0,2     |
| Rassemblement des Écologistes Congolais, les verts (REC-LES VERTS)                             | 1     | 0,2     |
| Rassemblement pour le Développement Économique et Social (RADESO)                              | 1     | 0,2     |
| Union Congolaise pour le Changement (UCC)                                                      | 1     | 0,2     |
| Union des Libéraux Démocrates Chrétiens (ULDC)                                                 | 1     | 0,2     |
| Union pour la Défense de la République (UDR)                                                   | 1     | 0,2     |
| Nicht vergeben                                                                                 | 2     | 0,4     |
| Insgesamt                                                                                      | 500   | 100     |